# Tipula (Pterelachisus) sequoicola
Tipula (Pterelachisus) sequoicola is een tweevleugelige uit de familie langpootmuggen (Tipulidae). De soort komt voor in het Nearctisch gebied.